# Katsina (rivière)
Katsina est une rivière du Nigeria se jetant dans la Bénoué, donc un sous-affluent du Niger.